# Silicon Sisters
Silicon Sisters – producent gier komputerowych z siedzibą w Kanadzie, w Vancouver. Przedsiębiorstwo tworzy produkcje przeznaczone dla damskiej części społeczności graczy i jest pierwszym kanadyjskim studiem prowadzonym przez kobiety i będącym własnością kobiet. Silicon Sisters zostało założone przez Brendę Bailey Gershkovitch i Kirsten Forbes w lipcu 2010 roku. Swoją pierwszą grę, School 26, studio wydało w kwietniu 2011 roku.